# 钱维城

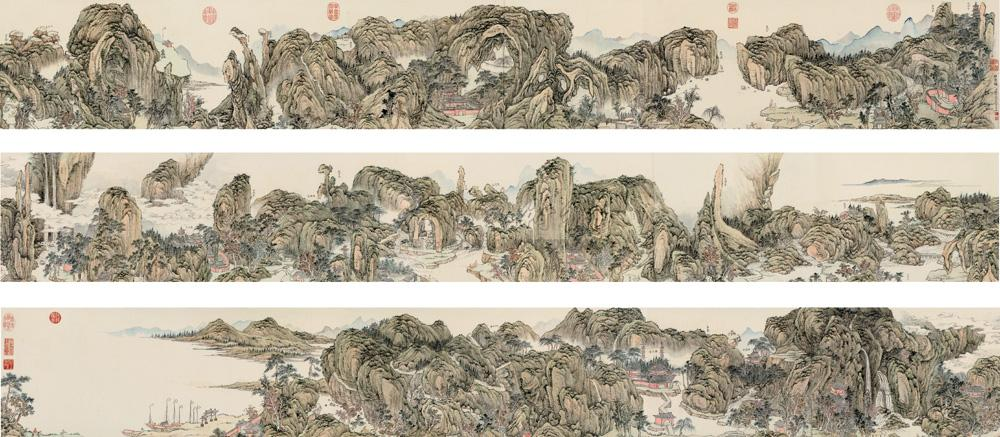
钱维城《雁荡图》

錢維城（1720年—1772年），字宗盘，号纫庵。江南武进（今江苏常州）人。
父钱人麟。生于康熙五十九年（1720年），十岁能为诗。乾隆十年（1745年）状元。授翰林院修撰。官至刑部侍郎，入值南书房。擅长作画，最初師從族祖母女畫家陳書，後又得董邦達真傳，有《雁蕩圖》傳世。与张宗苍、方薰等人供奉宫廷而称为画中十哲。《石渠寶笈》收录其作品達160多幅，可知乾隆帝对钱维城作品的赏识。素有消渴疾，至是增剧，身體羸弱。
乾隆三十四年（1769），赴贵州，查审威寧州知州刘标亏帑案。参与镇压古州苗民起义。
乾隆三十七年（1772年），正月以丁父憂歸鄉，不久亦卒，谥文敏。
著有《茶山集》。

## 家庭及關聯
- 胞弟錢維喬（字树参，号竹初，1739-1806），乾隆二十七年（1762）举人，工书善画，著《竹初詩鈔》、《竹初文鈔》。

- 正室：金氏（1720－1782）。官至貴州按察使吳縣金祖靜之女。

有子女三人。
- 女：錢孟鈿（1739－1806），女詩人。適乾隆二十六年進士官湖北荊宜施道崔龍見，康熙五十七年進士官至湖北巡撫崔紀之子。
- 長子：錢中銑（1744－1779），乾隆三十九年欽賜舉人，官內閣中書。娶莊氏莊環玦（1743－1785），雍正五年進士官浙江海防道莊柱孫女、乾隆十九年狀元官翰林院侍講學士莊培因長女。
- 次子：錢中鈺（1749－1779），監生，官中書科中書。娶劉氏（1751－1806），康熙五十一年進士官太子少保協辦大學士劉於義孫女、四川布政使劉益之女。[5]